# Caularis undulans
Caularis undulans là một loài bướm đêm trong họ Noctuidae.